# آنا تسوچیا
آنا تسوچیا (به ژاپنی: 土屋 アンナ) (زادهٔ ۱۱ مارس ۱۹۸۴) خواننده، بازیگر و مدل نیمه‌بازنشستهٔ اهل ژاپن است.